# Isabell Klein

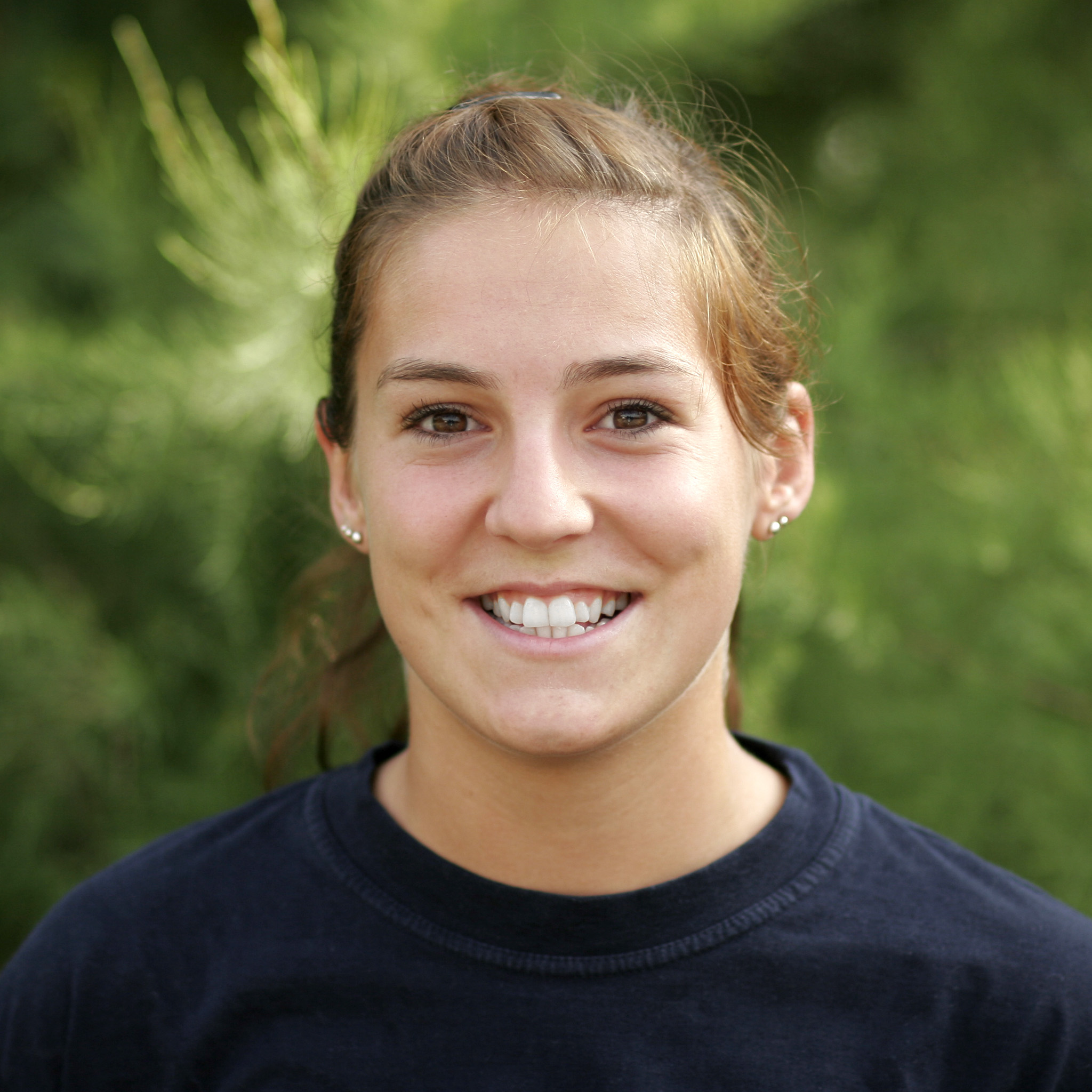
Isabell Klein am 28. Juli 2006

Isabell Klein (* 28. Juni 1984 in Oberschleißheim geborene Isabell Nagel) ist eine ehemalige deutsche Handballspielerin. 

## Karriere
Isabell Klein begann mit dem Handballspiel beim TSV Schleißheim und wechselte in der C-Jugend zum TSV Ismaning in die Bayernliga. Zur Saison 2003/2004 unterschrieb die Juniorennationalspielerin einen Vertrag bei der HSG Bensheim/Auerbach (2. Bundesliga Süd). Ab dem 1. Juli 2007 spielte Isabell Klein für den Erstligaverein Buxtehuder SV. Zuvor spielte sie für vier Jahre bei der HSG Bensheim/Auerbach in der 2. Handball-Bundesliga und mit einer Förderlizenz für den TSV Ismaning. Die Linkshänderin wurde überwiegend auf der rechten Rückraumposition aber auch auf Rückraum Mitte und Rechtsaußen eingesetzt. Ab der Saison 2016/17 spielte sie für den französischen Verein Nantes Loire Atlantique Handball. Dort beendete sie nach der Saison 2017/18 ihre Karriere.
Daneben war Isabell Klein eine der besten deutschen Beachhandballspielerinnen. Im Sand erzielte sie auch ihre größten Erfolge. Für das  Handballmagazin (Ausgabe 12/2006) gehörte sie zusammen mit Spielmacherin Janin Hetzer und Franziska Heinz zu den Leistungsträgerinnen bei der WM 2006 in Rio de Janeiro.
Am 29. Januar 2007 wurde sie von den Lesern der Bergsträßer Anzeigers zum „Sportler des Jahres 2006“ gewählt.
Ab 2008 gehörte Isabell Klein dem erweiterten Kader der Handballnationalmannschaft an. Für Deutschland bestritt sie 91 Länderspiele, in denen sie 102 Tore erzielte. Dem Kader für die Olympischen Spiele 2008 in Peking gehörte sie nicht an. Sie stand im Aufgebot der deutschen Nationalmannschaft für die Handball-Weltmeisterschaft der Frauen 2009 in China. Ab Oktober 2011 war sie Kapitänin der deutschen Frauen-Nationalmannschaft.
Ihre Schwester Michaela Nagel spielt beim TSV Schleißheim in der Landesliga Süd in Bayern. Ihr Bruder Christoph Nagel spielt auch beim TSV Schleißheim in der Bezirksoberliga Altbayern in Bayern und war auch schon für den TuS Fürstenfeldbruck in der Bayernliga tätig.
In der Saison 2013/14 pausierte sie schwangerschaftsbedingt. Während der WM 2013 war sie als Fernsehkommentatorin für den Sender Sport1 tätig.

## Erfolge

### Jugend
- 4× Bayerischer Meister (2× C-Jugend, 2× B-Jugend) mit dem TSV Ismaning
- 1× Bayerischer Vizemeister (A-Jugend) mit dem TSV Ismaning
- 2001 Deutscher Vizemeister (B-Jugend) mit dem TSV Ismaning
- 2001 Deutscher Meister mit der Bayernauswahl im Länderpokal

### Aktive
- 2011: Dt. Vize-Pokalsieger und Deutscher Vizemeister
- EHF Challenge Cup 2010
- 2009: 7. Platz WM
- Beachhandball-Europameister 2006
- Vize-Weltmeister im Beachhandball 2006
- DHB-Pokal 2015
- 5. Platz bei der Europameisterschaft 2003 mit der Junioren-Nationalmannschaft
- Bayerischer Meister 2001 mit dem TSV Ismaning
- Vize-Europameister 2001 mit der Deutschen Jugendnationalmannschaft
- Deutscher Vizemeister im Beachhandball im Jahr 2002

## Persönliches
Isabell Klein ist Betriebswirtin (BWL) und  seit dem 3. Juli 2009 mit dem ehemaligen Handballnationalspieler Dominik Klein verheiratet. Im Februar 2014 wurden sie Eltern eines Jungen. Im Jahr 2018 kam eine Tochter zur Welt.